# 클레지외
클레지외 (Cleyzieu)는 프랑스 오베르뉴론알프 앵주의 코뮌이다. 
클레지외 마을 사람은 '클레졸레' (Cleyzolets)라고 부른다.

## 지리
벨레 아롱디스망, 앙베리외앙뷔제 캉통에 속해 있으며, 플렌드랭 코뮌공동체의 일원이다.

## 명소
- 생마르탱 교회 (Église Saint-Martin) - 17세기에 지어진 로마네스크 양식의 교회로 프랑스 역사문화재에 등록되었다.

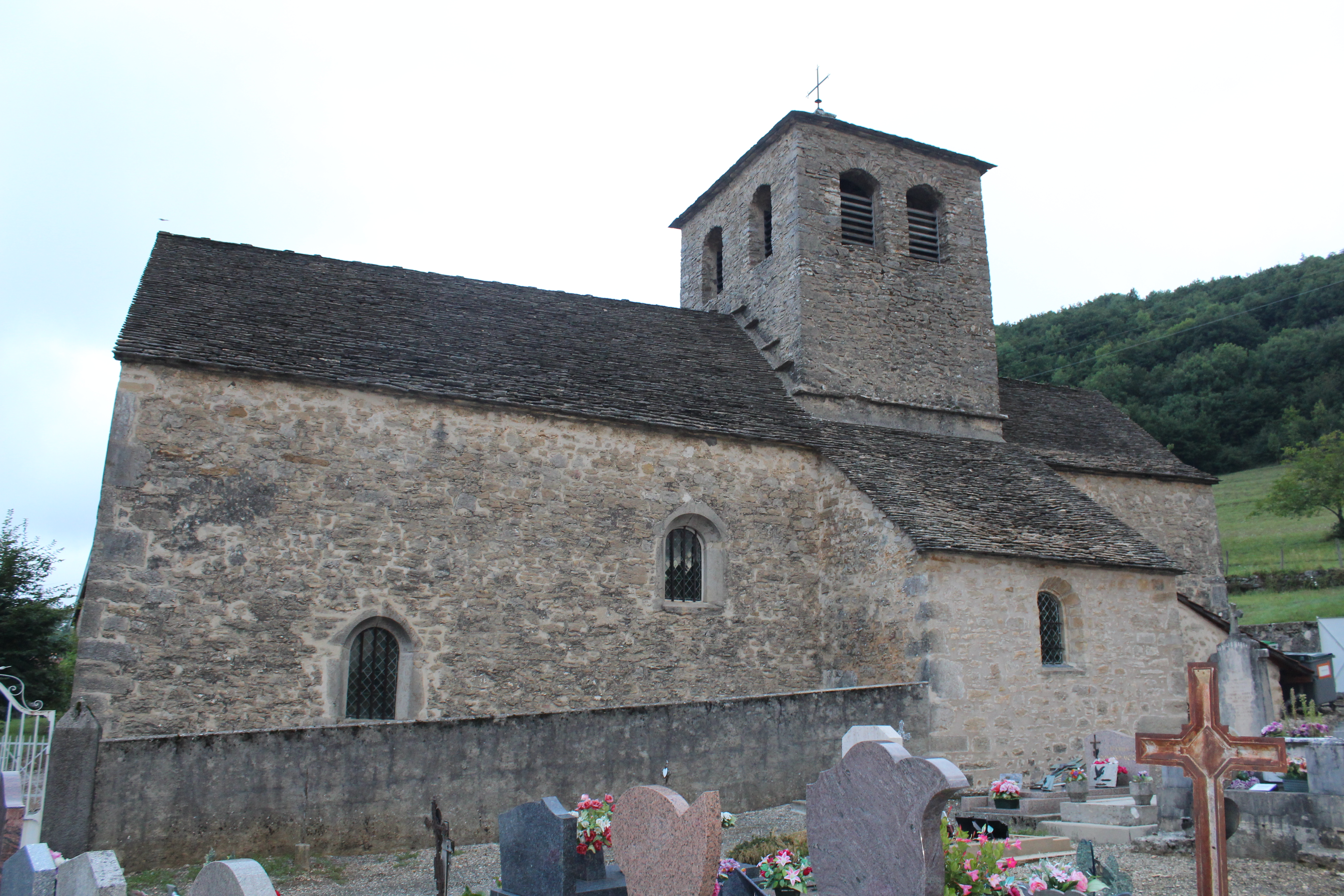
생마르탱 교회

## 같이 보기
- 앵주의 코뮌 목록